# 피해결과진술
피해결과진술이란 사법적 절차 상의 일부로 사용되는 구술되거나 서면상으로 작성된 진술로, 범죄 피해자로 하여금 가해자에 대한 판결 과정 혹은 이후의 가석방 공판 중에 발언할 수 있는 기회를 부여한다. 비디오 진술또한 몇 사례들에서 보여지듯 허용된 바 있다. 

## 역사
이와 같은 진술이 미국에서 처음 도입된 것은 1976년 캘리포니아주의 프레즈노에서였으며 1982년 캘리포니아에서 법으로 정해졌다. 이는 샤론 테이트를 살해한 맨슨 패밀리의 구성원들 중 누구라도 가석방이 될 가능성이 있다는 샤론 테이트의 어머니, 도리스 테이트의 우려 탓이었다. 1982년 범죄 피해자에 대한 대통령 특별 전문 위원회의 최종 보고서는 다음과 같이 권고하고 있다. "판사들은 강력 범죄의 피해자들이 판결에 대해 조언하는 것을 허용해야 하고 또 그에 대해 적절한 중요성을 두어야 한다" 1992년, 미 법무상은 범죄 피해자들의 처우에 관한 형법 사법 제도 강화를 위한 24항의 권고사항을 발표했다. 법무상은 피해결과진술의 사용을 허용하는 한편 다음과 같이 언급하였다. "판사들은 판결에서건 가석방 심사 과정에서건 피해자들의 생각을 듣고 고려할 준비가 되어있어야 한다."
1991년, 미국 연방대법원은  Payne v. Tennessee 501 U.S 808 판례를 통해 재판 판결 과정 중 피해결과진술을 증언으로 사용하는 것을 허가하는 방침을 유지했다. 이는 그와 같은 진술들의 인정이 헌법을 위반하지 않으며 그러한 진술들은 사형 관련 건들에서 인정되어 적용될 수 있음을 규정하고 있다.
비록 1991년까지 이런 진술들이 사형 관련 건들에서는 인정되지 못했지만 1997년까지 미국 내 44개 주가 피해결과진술이 공식 재판 과정 중 사용되는 것을 승인하였다. 법은 주들마다 다양하게 적용되었고 대부분의 주들에서는 재판 과정 동안 진술들이 제시되는 것을 허용하고 있고 인디아나나 텍사스는 판결 이후에까지 진술들이 제기되는 것을 허가하고 있다.

## 한국의 경우
한국에는 범죄피해자의 의견진술권이 있어 피해결과진술을 하는 것이 가능하다. 